# Knaperbergets naturreservat
Knaperbergets naturreservat är ett naturreservat i Tierps kommun i Uppsala län.
Området är naturskyddat sedan 2006 och är 19 hektar stort. Reservatet består av barrskog och sumpskog.